# Permanent Waves
《Permanent Waves》는 1980년 1월 14일에 앤섬 레코드에서 발매된 캐나다의 록 밴드 러시의 일곱 번째 스튜디오 음반이다. 밴드의 이전 음반 《Hemispheres》를 지원하기 위해 순회 공연을 한 후, 밴드 멤버들은 새로운 소재를 작업하기 위해 다시 뭉치기 전에 잠시 휴식을 취했다. 이 음반은 라디오 방송용으로 더 적합한 더 촘촘한 곡 구조와 노래를 향한 밴드의 음악적 스타일에서 출발했다. 《Permanent Waves》는 1979년 말 퀘벡주 모린하이츠의 르 스튜디오에서, 공동 프로듀서인 테리 브라운과 함께 런던의 트라이던트 스튜디오에서 녹음되었다.
《Permanent Waves》는 평론가들로부터 대부분 긍정적인 반응을 얻었으며, 발매 당시 밴드의 가장 성공적인 음반이 되어 캐나다와 영국에서 3위, 미국에서 4위에 올랐다. 이 음반은 미국 음반 산업 협회에 의해 100만장의 판매로 후자에 플래티넘 인증을 받았다. 러시는 〈The Spirit of Radio〉, 〈Freewill〉, 〈Entre Nous〉를 싱글로 발표, 1979년~1980년 순회공연으로 음반을 지원했다.

## 발매
| 전문가 평가                   | 전문가 평가  |
| 평가 점수                     | 평가 점수    |
| 출처                          | 점수         |
| ----------------------------- | ------------ |
| AllMusic                      | [ 2 ]        |
| Rolling Stone                 | (favourable) |
| The Rolling Stone Album Guide | [ 4 ]        |
| Odyssey                       | A+           |

《Permanent Waves》는 1980년 1월에 발매되어 이 밴드의 가장 성공적인 음반이 되었다. 캐나다와 영국에서는 3위, 미국에서는 4위에 올랐다. 두달동안, 그 음반은 미국에서 백만장 팔렸다.

## 투어
음반 발매에 이어 러시는 1980년 1월 17일부터 6월 22일까지 캐나다, 미국, 영국을 순회하며 《Permanent Waves》를 지원했다. 이 그룹은 이 쇼를 준비하기 위해 60톤의 장비를 다루는 25명의 로드크루와 함께 순회공연을 했는데, 여기에는 보잉 707 착륙등과 5만 달러의 믹싱 콘솔, 그리고 밴드 뒤에 스크린 프로젝터가 포함되어 있었다. 이 투어는 매일 12,500달러가 들었고 각 밴드 멤버들은 공연당 1,000달러를 벌었다.

## 곡 목록
작사는 게디 리의 〈Different Strings〉를 제외한 모두 닐 피어트가 맡았고, 작곡은 모두 특별한 언급이 없는 한 리와 알렉스 라이프슨이 맡았다.
| #  | 제목                    | 재생 시간 |
| -- | ----------------------- | --------- |
| 1. | 〈The Spirit of Radio〉 | 4:59      |
| 2. | 〈Freewill〉            | 5:24      |
| 3. | 〈Jacob's Ladder〉      | 7:28      |

| #  | 제목                                                                        | 재생 시간 |
| -- | --------------------------------------------------------------------------- | --------- |
| 4. | 〈Entre Nous〉                                                              | 4:37      |
| 5. | 〈Different Strings〉                                                       | 3:50      |
| 6. | 〈Natural Science - I: Tide Pools - II: Hyperspace - III: Permanent Waves〉 | 9:20      |

## 인증
| 국가                       | 인증     | 판매량/출하량 |
| -------------------------- | -------- | ------------- |
| 캐나다 (뮤직 캐나다)       | 플래티넘 | 100,000^      |
| 영국 (BPI)                 | 골드     | 100,000^      |
| 미국 (RIAA)                | 플래티넘 | 1,000,000^    |
| ^출하량을 기반으로 한 인증 |          |               |